# 奥田祐士
奥田 祐士（おくだ ゆうじ、1958年 - ）は日本の翻訳家。広島県生まれ。東京外国語大学英米語学科卒業。雑誌編集者を経て翻訳者に転身。ロック、ブルース・リー関係の翻訳多数。ビートルズの楽曲およびライナーノーツの公式日本語訳を担当している。

## 訳書
- ホワイトスネイク サイモン・ロビンソン 著 CBS・ソニー出版 1989
- フィル・スペクター/甦る伝説 マーク・リボウスキー 著 白夜書房 1990
- ルー・リード/ワイルド・サイドを歩け ピーター・ドゲット 著 大栄出版大栄教育システム出版部 1992
- ザ・ジャム<ビート・コンチェルト> パオロ・ヒュイット 著 JICC出版局 1992 (宝島collection)
- メイキング・オブ・サンダーバード : シルヴィア・アンダーソン自伝 シルヴィア・アンダーソン 著 白夜書房 1992
- ビートルソングス ウィリアム・J.ダウルディング 編著 ソニー・マガジンズ 1992
- レッド・ツェッペリン/天国への階段 リッチー・ヨーク 著 シンコーミュージック 1992
- アートワーク・オブ・ヒプノシス ヒプノシス, ジョージ・ハーディ 編著 宝島社 1993
- ジョン・レノン大百科 ジョン・ロバートソン 著,速水丈と共訳 ソニー・マガジンズ 1993
- ラヴェンダー・スクリーン : ゲイ&レズビアンフィルムガイド ボーゼ・ハドリー 著 白夜書房 1993
- ビル・グレアム ロックを創った男 ビル・グレアム, ロバート・グリーンフィールド 著 大栄出版 1994
- ミック・ジャガー : プリミティヴ・クール クリストファー・サンドフォード 著 宝島社 1994
- ザ・バンド : 流れ者のブルース バーニー・ホスキンズ 著 大栄出版 1994
- A hard day's write : ザ・ビートルズ大画報 スティーヴ・ターナー 著 ソニー・マガジンズ 1995
- ボブ・マーリィ : スピリット・ダンサー ブルース・W.タラモン 写真,ロジャー・ステフェンズ, ティモシー・ホワイト 著 TOKYO FM出版 1995
- ブルース・リーの"燃えよドラゴン"完全ガイド ロバート・クローズ 著 白夜書房 1996
- ビートルズと60年代 イアン・マクドナルド 著 キネマ旬報社 1996
- ブルース・リードラゴン伝説 ルイス・チュノビック 著 白夜書房 1996
- 截拳道への道 ブルース・リー 著・画 キネマ旬報社 1997
- ドラゴンかく語りき : インタヴュー1958～1973 ブルース・リー [述],ジョン・リトル 編 ソニー・マガジンズ 1998 (ブルース・リー・ライブラリー = The Bruce Lee library ; v.1)
- エアロスミス自伝 エアロスミス, スティーヴン・デイヴィス 著 ソニー・マガジンズ 1998
- 截拳道 : ブルース・リーの格闘哲学 ブルース・リー 著,ジョン・リトル 編 ソニー・マガジンズ 1998 (ブルース・リー・ライブラリー = The Bruce Lee library ; v.3)
- 抱きしめたい : ビートルズ'63 マイケル・ブラウン 著 アスペクト 1998
- グンフーへの道 : 中国武道の研究 ブルース・リー 著,ジョン・リトル 編 ソニー・マガジンズ 1998 (ブルース・リー・ライブラリー = The Bruce Lee library ; v.2)
- 南ヘエンデュアランス号漂流 アーネスト・シャクルトン 著、森平慶司と共訳 ソニー・マガジンズ 1999
- ジョージ・ルーカス ジョン・バクスター 著 ソニー・マガジンズ 1999
- ビート・コンチェルト : ザ・ジャム・ヒストリー パオロ・ヒューイット 著 シンコー・ミュージック 2000
- バーティカル・リミット メル・オドム 著,ロバート・キング 原案 ソニー・マガジンズ 2000 (ソニー・マガジンズ文庫)
- 19番ホールで軽く飲ればいつも心はあたたまる リチャード・マッケンジー 著 ソニー・マガジンズ 2001
- エンデュアランス号奇跡の生還 アーネスト・シャクルトン 著 ソニー・マガジンズ 2001 (ヴィレッジブックス)
- 終わりのないブルーズ クリストファー・クック 著 ソニー・マガジンズ 2002 (ヴィレッジブックス)
- 蚊はなぜ人の血が好きなのか アンドリュー・スピールマン, マイケル・ド・アントニオ 共著、栗原毅 監修 ソニー・マガジンズ 2002
- ザ・ロック ザ・ロック, ジョー・レイデン 著 白夜書房 2002
- カート・アングル カート・アングル, ジョン・ハーパー 著 白夜書房 2002
- シービスケット : あるアメリカ競走馬の伝説 ローラ・ヒレンブランド 著 ソニー・マガジンズ 2003
- ザ・ハーディ・ボーイズ : exist 2 inspire マット&ジェフ・ハーディ, マイケル・クラッグマン 著 白夜書房 2003
- 蚊ウイルスの運び屋 : 蚊と感染症の恐怖 アンドリュー・スピールマン, マイケル・ド・アントニオ 共著 ソニー・マガジンズ 2004 (ヴィレッジブックス)
- ザ・ブルース マーティン・スコセッシ 監修,ピーター・ギュラルニック 他編 白夜書房 2004
- クリント・イーストウッド伝説 ダグラス・トンプソン 著 白夜書房 2005
- シービスケット : あるアメリカ競走馬の伝説 ローラ・ヒレンブランド 著 ソニー・マガジンズ 2005 (ヴィレッジブックス)
- ザ・ビートルズ・サウンド最後の真実 ジェフ・エメリック, ハワード・マッセイ 著 白夜書房 2006
- シャクルトンに消された男たち : 南極横断隊の悲劇 ケリー・テイラー=ルイス 著 文藝春秋 2007
- ザ・ビートルズ・ベース : マッカートニー・スタイル トニー・ベイコン, ガレス・モーガン 著 白夜書房 2007
- ジャップロックサンプラー : 戦後、日本人がどのようにして独自の音楽を模索してきたか ジュリアン・コープ 著 白夜書房 2008
- ロバート・ジョンソン クロスロード伝説 トム・グレイヴズ 著 白夜書房 2008
- フィル・スペクター/甦る伝説 大瀧詠一 監修,マーク・リボウスキー 著 白夜書房 2008
- ザ・ビートルズ・サウンド最後の真実 ジェフ・エメリック, ハワード・マッセイ 著 白夜書房 2009
- レコーディング・スタジオの伝説 : 20世紀の名曲が生まれた場所 ジム・コーガン, ウィリアム・クラーク 著 ブルース・インターアクションズ 2009 (P-vine books)
- ビートルソングス ウィリアム・J.ダウルディング 著 ソニー・マガジンズ 2009
- 地球外生命を求めて : 宇宙は生命にあふれているのか? マーク・カウフマン 著 ディスカヴァー・トゥエンティワン 2011 (Dis+cover science ; 9)
- さよならアメリカ、さよならニッポン : 戦後、日本人はどのようにして独自のポピュラー音楽を成立させたか マイケル・ボーダッシュ 著 白夜書房 2012
- スティーリー・ダン = STEELY DAN aja : Aja作曲術と作詞法 ドン・ブライトハウプト 著 DU BOOKS 2012
- ラヴ・ミー・ドゥ!ザ・ビートルズ'63 マイケル・ブラウン 著 白夜書房 2012
- ニール・ヤング自伝 1,2 ニール・ヤング 著 白夜書房 2012 - 2013
- ザ・ビートルズ解散の真実 ピーター・ドゲット 著 イースト・プレス 2014
- ヒップの極意 ドナルド・フェイゲン 著 DU BOOKS 2014
- バート・バカラック自伝 : ザ・ルック・オブ・ラヴ バート・バカラック 著,ロバート・グリーンフィールド 共著 シンコーミュージック・エンタテイメント 2014
- ザ・フィフスビートル : ブライアン・エプスタインストーリー ヴィヴェック・J・ティワリー ライター,アンドルー・C・ロビンソン [ほか] アーティスト ジュリアンパブリッシング 2015
- 世界の音楽なんでも事典 : 音楽のしくみとオーケストラの楽器がわかるとてもおもしろい入門書 ジョー・フルマン 著 岩崎書店 2015
- ポール・マッカートニー　告白　ポール・デュ・ノイヤー著　DU BOOKS　2016